# Crevacuore
Crevacuore es una localidad y comune italiana de la provincia de Biella, región de Piamonte, con 1.876 habitantes.

## Historia
Marquesado independiente unido en 1533 al Principado de Masserano, en 1657 una revuelta campesina supuso la destrucción de su castillo. La villa sería vendida en 1767 al rey Carlos Manuel III de Cerdeña.

## Evolución demográfica
| Gráfica de evolución demográfica de Crevacuore entre 1861 y 2001 |
|                                                                  |
| Fuente ISTAT - elaboración gráfica de Wikipedia                  |